# Olaff Crown
Olaff Crown (Caracas, Venezuela, 10 de mayo de 1972) es un artista plástico contemporáneo y humanista, especializado en arte sicalíptico, diseño gráfico, temas medio ambientalespaz y poesía.
Crown cuenta con doble nacionalidad (Venezuela - Colombia), y la mayor parte de su vida ha trascurrido en Bogotá, donde reside con su familia.  

## Trayectoria
De niño inició sus estudios en la escuela de música, luego a la edad de 15 años se vinculó a la escuela de artes plásticas Martín Tovar y Tovar en Barquisimeto, trabajó en murales publicitarios y diversos grafitis en Caracas. A partir de la década de los 90 se trasladó a Bogotá a trabajar con la cadena de televisión por cable MTV, en 1999 recibió la ciudadanía de Colombia, viajó a España en 2001 donde vivió por seis años en la ciudad de Valencia en España;  donde perfeccionó su trabajo artístico. Luego de su estadía en el Viejo Continente regresó a Venezuela, finalmente en 2009 se trasladó a Bogotá, donde estableció su domicilio permanente.

## Obra
El trabajo de Crown es conocido por el uso del lenguaje feminista, irreverente  pero con matices caricaturescos, lo que induce al espectador a explorar la sexualidad sin censura y presentarlo como tema que para unos puede ser divertido y para otros injurioso.

### Pintura
La pintura de Olaff es figurativa, expresionista y minimalista. Enfatiza el retrato femenino, en sus composiciones fusiona diferentes conceptos sobre la sexualidad humana.  

#### Obras de caballete
En sus obras utiliza materiales como telas, cuero, tejidos, texturas con acrílicos y óleos. En sus cuadros principalmente utiliza el lienzo como soporte donde prevalecen colores primarios como el rojo y el azul, matizados con negro y fondos blancos. Las obras de Crown se han expuesto colectiva e individualmente en países como Venezuela, México, España, Brasil, Chile, Ecuador, Perú, Argentina y Colombia entre otros donde ha recibido comentarios favorables de críticos  como Francisco Arroyo Ceballos, Daniel Arenas, y de Escritores como Fernando Bermúdez Ardila, Miguel Darío Polanía Rodríguez, Manuel Tiberio Bermúdez, y artistas como Ernesto Ríos Rocha y Jorge Torres Blanco por mencionar algunos.

#### Murales
Ha realizado arte urbano y murales en Venezuela y Colombia, participado en bienales y capacitaciones con muralistas mexicanos como Ernesto Ríos Rocha.

### Diseño
Ha sido director en el área publicitaría para entidades culturales como Internacional MAI Colombia, Arte sin fronteras por la paz, Organización Mundial de Artistas Integrados, Miniarte y Fiesta de paz Brasil, y comerciales como Adidas, Toyota, Coca Cola, Éxito, Red Bull, Samsung solo por mencionar algunas.  

### Medio ambiente
Crown, cofundador del proyecto PortaPaz, una iniciativa que busca generar conciencia sobre el impacto ambiental de los desechos de plástico en el medio ambiente, está buscando la suma de muchas voluntades para un proyecto de gran relevancia mundial.  
PortaPaz es la unión de los esfuerzos colectivos por la paz y la salud del planeta. El objetivo final del proyecto es llegar a las Naciones Unidas, apoyado por entidades como el Congreso Hispanoamericano de Prensa y el Congreso Mundial del Medio Ambiente, para solicitar que la cátedra de reciclaje se convierta en obligatoria en los pensum de educación formal en todas las naciones del mundo.

### Show de Arena
Además de la innovadora obra sicalíptica sobre lienzo, Crown ha desarrollado una propuesta de animación show de arena ejecutada con variados elementos como granos o harinas de café, cacao, sal, trigo, arena, siendo este último el material más popular entre sus creaciones. 
Esta animación con arena es una técnica realizada en vivo, la cual consiste en la manipulación del elemento mineral sobre una lámina transparente y retroiluminada para crear imágenes que cuentan historias desde un plano secuencia.

## Exposiciones
- 2020 - Durante el confinamiento de la pandemia convocó y realizó en 2021 la exposición "Sofarte", la cual se presentó en varias plataformas digitales y se publicó un libro[37][38] del evento realizado.[39][40][41]
- 2021 - "Tierra de promisión", muestra itinerante en las ciudades de Neiva, La Plata, Pitalito, Garzón, y Bogotá; exposición organizada por la secretaría de cultura departamental del Huila, Colombia.[42][43][44][45]
- 2021 - "Renacimiento pandemico CDMX", OMAI Galería de Arte, Ciudad de México y Cancún, México.[46][47]
- 2019 - "Día de muertos", Galería de arte Frida Kahlo de la UAS, Culiacán, Sinaloa - México.[48]
- 2017 - "México lindo y querido", Universidad Autónoma de Sinaloa, Culiacán, Sinaloa - México.[49]

## Logros
Son numerosos las menciones, premios y homenajes a lo largo de 30 años de carrera artística, se destacan:
- 2024 – “Reconocimiento”, Defensor  Derechos Humanos, Centro de Memoria, Paz y Reconciliación, Bogotá – Colombia.[51]
- 2024 - "Reconocimiento", emitido por el XX Salón Artes del Caquetá y la alcaldía de Morelia, Morelia, Caquetá - Colombia.[52][53]
- 2018 - "Mención de honor", Museo de arte contemporáneo del Huila, Neiva Huila - Colombia.[54][55]

- 2017 - "Miembro honorífico" y "Reconocimiento",[56][57] Arte sin fronteras por la paz.[58][59]

- 2017 - "Homenaje", Museo de arte contemporáneo del Huila, Neiva Huila - Colombia[60]

- 2016 - "Mención de honor", MAI Colombia Bogotá - Colombia.[61]

- 2014 - Reconocimiento", Museo arte contemporáneo, Bogotá - Colombia.
- 1999 - "Premio el Umbral", Dirección de arte de la película Bogotá 2016, Instituto distrital de turismo y cultura de Bogotá, Bogotá - Colombia.[62][63][64]

El artista se encuentra actualmente radicado en Bogotá, la capital colombiana donde trabaja como freelance, escenógrafo, diseñador para entidades culturales sin ánimo de lucro como las fundaciones Lukana, London intercultural association, asociación cultural Aires de Córdoba de España, entidades con la que expone y promueve sus creaciones artísticas en varios países.   